# Villa Lituania
Villa Lituania a fost numele clădirii ambasadei Lituaniei în Italia. Clădirea a aparținut Lituaniei în perioada interbelică, dar după ocuparea țărilor baltice de Uniunea Sovietică, ambasada a intrat în posesia Rusiei și este încă folosită de personalul diplomatic al Federației Ruse. Diplomații și responsabilii politici de rang înalt lituanieni au cerut autorităților italiene să retrocedeze clădirea fostei ambasade Lituaniei sau să compenseze pierderea cu o altă clădire sau cu bani . 
În zilele noastre, Villa Lituania este considerată ultima palmă de pământ lituanian ocupată de Rusia. 